# جيمس فولر
جيمس فولر (بالإنجليزية: James Fowler)‏ (26 أكتوبر 1980 بإستيرلينغ في المملكة المتحدة - ) هو مدرب كرة قدم ولاعب كرة قدم بريطاني في مركز الدفاع. شارك مع منتخب اسكتلندا تحت 21 سنة لكرة القدم ومنتخب اسكتلندا الثانوي لكرة القدم ‏. أما مع النوادي، فقد لعب مع كوين أوف ساوث ونادي كيلمارنوك ونادي كاودينبيث لكرة القدم.

## وصلات خارجية
- جيمس فولر على موقع قاعدة بيانات كرة القدم.إي يو (الإنجليزية)
- جيمس فولر على موقع Soccerbase.com (لاعب) (الإنجليزية)